# Главни штаб НОВ и ПО Војводине
Главни штаб Народноослободилачке војске и партизанских одреда Војводине био је колективно војно-политичко руководство чији је задатак био организовање устанка, стварање Народноослободилачког покрета (НОП), формирање и командовање јединицама и установама Народноослободилачке војске и партизанских одреда (НОВ и ПО), учешће у стварању и изградњи органа народне власти и делом вршење функције цивилне влати на подручју Војводине током Народноослободилачког рата од 1941. до 1945. године.
Формиран је 23. јуна 1941. као Штаб НОП одреда Војводине, а септембра исте године је преименован у Главни штаб НОП одреда Војводине. Услед страдања већине чланова, током 1941. и 1942. године, Главни штаб је престао да постоји, а обновљен је половином маја 1943. под називом Оперативни штаб НОВ и ПО Војводине. Одлуком Врховног штаба НОВ и ПОЈ 2. јула 1943. формиран је нови Главни штаб НОВ и ПО Војводине који је функционисао до 1. јануара 1945. када је његову улогу преузео Штаб Треће армије НОВЈ. Током читавог постојања Главни штаб Војводине био је потчињен Врховном штабу НОВ и ПО Југославије.

## Историјат

### Формирање Главног штаба и деловање 1941.
Након Пете земаљске конференције КПЈ, одржане октобра 1941. у Загребу, при Централном и Покрајинским комитетима КПЈ формирани су Војне комисије, са задатком да раде на припреми отпора на војном плану, у случају могуће агресије фашистичких земаља, као и да успостави контакте с антифашистички оријентисаним официрима у Југословенској војсци. У време припрема за оружани устанак, Покрајински комитет КПЈ за Војводину је средином маја 1941, у складу са одлукама Мајског саветовања ЦК КПЈ, уместо дотадашње Војне комисије формирао Војни комитет од осам чланова, на чијем је челу био Радивој Ћирпанов. На састанку је разматрано даље активирање маса на прикупљању оружја, као и формирање војних десетина и диверзантских група, организовање рада на војном образовању и отварање курсева прве помоћи.
После напада на Совјетски Савез, Покрајински комитет је 23. јуна 1941. у Петровграду одржао састанак на коме је секретар ПК Жарко Зрењанин присутне упознао са одлукама Политбироа ЦК КПЈ, у складу са којима је одлучено да се убрзају припреме за оружани устанак — да се војне десетине и ударне групе по селима и градовима претварају у партизанске десетине и одреде; да се чланови КПЈ и СКОЈ-а укључе у одреде или да пређу у потпуну илегалност. На седници је донета одлука да се уместо Војног комитета при Покрајинском комитету формира Штаб Народноослободилачких партизанских одреда Војводине у саставу — командант Данило Грујић, политички комесар Тоза Марковић и заменик команданта Жарко Турински. Истог дана је упућена директива да се формирају штабови при окружним и среским комитетима КПЈ и састављен Проглас народима Војводине, са позивом на борбу, који је касније умножен на српском, мађарском и немачком језику.
Штаб НОП одреда Војводине је након оснивања почео са израдом плана формирања партизанских одреда. Према начелној одлуци Покрајинског комитета, да се у сваком срезу формира по једна партизански одред, одређена су њихова оперативна подручја. Штаб је израдио Упутство за формирање и деловање одреда и план значајнијих акција. Како се Штаб налазио у Банату, он је постао центар устанка и извршена је његова подела на два окружна штаба — у Штаб партизанских одреда за северни Банат именовани су Жарко Турински (командант), Владимир Коларов (политички комесар) и Воја Бошњак (заменик команданта), а у Штаб за јужни Банат Дејан Бранков (командант), Славко Мунћан и Страхиња Стефановић.
Чланови Покрајинског комитета и Штаба НОП одреда Војводине, крајем јуна и почетком јула 1941. су отишли у разне делове Војводине, како би непосредно радили на организовању устанка. Од диверзантских и ударних група, током лета 1941. формирани су први партизански одреди у Војводини — девет у Банату, два у Срему и један у Бачкој. По избијању устанка, немачке потерне јединице отпочеле су са нападима и разбиле неколико одреда, па је у току августа извршена реорганизација партизанских одреда у Банату. У складу са одлукама саветовања Врховног штаба у Столицама, код Крупња, одржаног септембра 1941. Штаба НОП одреда Војводине преименован је у Главни штаб Народноослободилачких партизанских одреда Војводине.
Подељеност Војводине на три окупациона подручја, равничарски терен неповољан за герилско ратовање, као и раздвојеност њених области Дунавом и Тисом, створили су  велике тешкоће у одржавању веза и руковођењу Народноослободилачком борбом. Губитак великог броја кадрова, погибијом или хапшењем, крајем 1941, као и низ других околности, укључујући јаку зиму и два неуспела покушаја да се чланови Главног штаба и Покрајинског комитета са два одреда из Баната, у мањим групама пребаце у Срем, где су постојали бољи услови за борбу, навели су Главни штаб и Покрајински комитет да донесу одлуку о примени облика борбе, који првенствено обезбеђују чување људи, што је имало за последицу јењавање активности јединица. Базирање припадника одреда и чланова руководства по селима, условило је потпуни прекид веза, чиме је Главни штаб Војводине престао да функционише.
У току Народноослободилачког рата, убијени су или заробљени сви чланови Главног штаба НОП одреда Војводине — председник Војног комитета Радивој Ћирпанов погинуо је октобра 1941. у Новом Саду; командант Главног штаба Данило Грујић ухапшен је 1942. и одведен у логор у Мађарској; политички комесар Главног штаба Тоза Марковић ухапшен је новембра 1942. у Новом Саду и потом у јануару 1943. обешен; заменик команданта Главног штаба Жарко Турински погинуо је јануара 1943. у Петровграду. Поред њих страдали су и готово сви чланови Покрајинског комитета КПЈ за Војводину — Соња Маринковић (јул 1941), Славко Мунћан (септембар 1941), Ерне Киш (октобар 1941), Јусуф Тулић и Отмар Мајер (новембар 1941), Стевица Јовановић (децембар 1941), Жарко Зрењанин и Бранко Бајић (новембар 1942).

### Штаб НОП одреда Срема
Услед прекида веза са Покрајинским комитетом КПЈ за Војводину, оружаном борбом у Срему самостално је руководио Окружни комитет КПЈ за Срем, предвођен секретарима Аћимом Груловићем и Јованом Веселиновим. Након саветовања у Пећинцима, децембра 1941. Окружни комитет формирао је Главни штаб НОП одреда за Срем (касније преименован у Штаб НОП одреда за Срем). За команданта Штаба постављен је Павле Тарабић Змај, а за политичког комесара Станко Пауновић Вељко. У циљу успостављања везе са Врховним штабом, политички комесар Штаба написао је извештај, који је јануара 1942. однет у Босну Врховном команданту Јосипу Брозу Титу. Услед немогућности успостављања везе са Главним штабом Србије, који се налазио у фази реорганизације, Врховни штаб НОП и ДВЈ донео је одлуку да се Штаб НОП одреда за Срем организационо подреди Главном штабу НОП одреда Хрватске, односно Штабу Треће оперативне зоне Хрватске (за област Славоније и Срема), који је формиран маја 1942. године. Командант Штаба Треће зоне био је Карло Мразовић, политички комесар Грга Јанкес, а начелник Штаба Мане Трбојевић. Услед лоших веза, али и почетка непријатељске офанзиве, веза са Штабом Треће оперативне зоне, успостављена је тек августа 1942, па је Штаб НОП одреда Срема до тада деловао самостално.
Јуна 1942. извршена је реорганизација Штаба НОП одреда за Срем — за команданта је постављен поручник Ђорђе Марковић Ђилас, за заменика команданта Лука Мркшић, док је политички комесар остао Станко Пауновић. Командант и комесар погинули су августа 1942, у току непријатељске офанзиве на Фрушку гору, чиме је Штаб НОПО за Срем престао да постоји. Наредбом Штаба Треће оперативне зоне Хрватске, септембра 1942. извршена је реорганизација партизанских одреда у Срему и формиран један Одред, који је назван Трећи одред Треће оперативне зоне (познат као Трећи сремски одред). Командант Oдреда био је Станко Лужајић, заменик команданта Срета Савић, политички комесар Лука Мркшић, а заменик политичког комесара Стеван Јовичић.
Након преласка Шесте источнобосанске бригаде у Срем, октобра 1942. Штаб Трећег сремског одреда и Окружни комитет КПЈ за Срем успоставили су везу са партизанима у источној Босни. Како би избегао уништење током зиме у Срему, Штаб Трећег сремског одреда је новембра 1942. донео одлуку да се главнина Одреда (три батаљона), заједно са Шестом источнобосанском бригадом, пребаци у источну Босну, где су постојали бољи услови за борбу. У Срему је тада остао само један батаљона са око 150 бораца. Одласком Трећег сремског одреда у Босну, он је само формално остао под командом Штаба Треће оперативне зоне Хрватске, са којим услед тешке и неуредне везе, није имао контакт, јер је терен између Срема и Славоније (подручје Винковаца и Шида) било под јаком контролом непријатеља.
Одлуком Централног комитета КПЈ јануара 1943. формиран је нови Покрајински комитет КПЈ за Војводину, на чијем су се челу налазили — Јован Веселинов, политички и Иса Јовановић, организациони секретар, док су чланови били — Аћим Груловић, Никола Груловић, Геза Тиквицки, Никола Петровић, Пал Шоти и Владан Ђурановић, секретар ПК СКОЈ за Војводину. Након тога, у пролеће исте године је реорганизован Окружни комитет КПЈ за Срем, на чијем челу су били — Петар Релић, политички и Станка Веселинов, организациони секретар. Услед прилива нових бораца, који су већином упућивани у источну Босну, а мањим делом задржавани у Срему, у марту 1943. формиран је нови Трећи сремски одред, (командант Срета Савић, политички комесар Јован Бељански) а у априлу су у Босни формиране Прва и Друга војвођанска бригада.

### Обнављање Главног штаба Војводине 1943.
Развој Народноослободилачке борбе у Срему, као и формирање првих војвођанских бригада, условило је потребу за формирањем новог Главног штаба за Војводину. Услед прилива нових бораца, Трећи сремски одред порастао је на четири батаљона, па је Окружни комитет КПЈ за Срем, уз сагласност Покрајинског комитета КПЈ за Војводину, половином маја 1943. извршио његову реорганизацију на два мања батаљона, а од преосталих бораца је формирана Трећа група војвођанских ударних батаљона (од јуна Трећа војвођанска бригада). Упоредо са реорганизацијом партизанских снага, Покрајински комитет је формирао Оперативни штаб НОВ и ПО Војводине. Командант овог штаба био је Аћим Груловић, заменик команданта Срета Савић, а политички комесар Слободан Бајић Паја, тадашњи политички комесар Прве војвођанске бригаде, који се налазио у Босни.
Заједно са транспортом, који је спровела Трећа војвођанска бригада, из Срема у источну Босну су прешли Аћим Груловић и Срета Савић. Они су 1. јула 1943, заједно са Слободаном Бајићем, дошли у Врховни штаб НОВ и ПОЈ, који се налазио у близини Кладња. Овде су Врховном команданту НОВ и ПОЈ Јосипу Брозу Титу изнели војно-политичку ситуацију у Војводини и добили директиве за даљи рад. Након састанака са представницима Оперативног штаба Војводине, Врховни командант је 2. јула 1943. донео одлуку о формирању Главног штаба Народноослободилачке војске и партизанских одреда Војводине. За чланове Штаба тада су именовани — командант Аћим Груловић, заменик команданта Срета Савић, политички комесар Слободан Бајић Паја, начелник Штаба Саво Оровић и чланови Јован Бељански и Трива Савић. Убрзо након формирања, погинуо је политички комесар Главног штаба, па је на његово место у августу именован Стеван Јовичић.
Истог дана када је формиран Главни штаб, Врховни штаб НОВ и ПОЈ донео је одлуку о формирању 16. војвођанске ударне дивизије, у чији су састав ушле Прва, Друга и Трећа војвођанска бригада, укупне јачине око 1.500  бораца. За команданта дивизије постављен је Данило Лекић Шпанац, политичког комесара Стефан Митровић, а за начелника Штаба Љубиша Урошевић.
Након формирања, Главни штаб НОВ и ПО Војводине се из источне Босне вратио у Срем, где је 19. јула 1943. издао своју прву наредбу у којој је упознао све партизанске јединице у Војводини о свом именовању и извршио реорганизацију Трећег сремског одреда, након чега су формирани Први и Други сремски одред. Убрзо потом, Главни штаб је 11. августа 1943. формирао Трећи бачко-барањски одред. Крајем јула 1943. Главни штаб је образовао Официрску школу НОВ и ПО Војводине, чији је задатак био да врши школовање старешинског кадра за партизанске јединице. По формирању у оквиру Главног штаба су формирани су одсеци, а почетком 1944. одељења — персонално, артиљеријско, економско, санитетско, пропагандно, за везу и одсек за наоружање.
Непосредно пред ослобођење Војводине, септембра 1944. одлуком Врховног штаба НОВ и ПО Југославије извршена је измена у Главном штабу Војводине — за команданта је постављен Коста Нађ, дотадашњи командант Трећег босанског корпуса; за политичког комесара Љубомир Момчиловић, дотадашњи политички комесар 36. војвођанске дивизије; за заменика команданта Аћим Груловић, дотадашњи командант Главног штаба. Након Момчиловићевог премештаја за дужност политичког комесара 42. ваздухопловне дивизије, децембра 1944. на дужности га је заменио Бранко Петричевић.

## Командни састав Главног штаба
Преглед командног састава Главног штаба Војводине од јула 1943. до јануара 1945. године:
- Команданти Главног штаба:
  - Аћим Груловић — од јула 1943. до септембра 1944.
  - Коста Нађ — од септембра 1944. до јануара 1945.
- Заменици команданта Главног штаба:
  - Срета Савић — од јула 1943. до септембра 1944.
  - Аћим Груловић — од септембра 1944. до јануара 1945.
- Политички комесари Главног штаба:
  - Слободан Бајић Паја[б] — током јула 1943.
  - Стеван Јовичић — од августа 1943. до септембра 1944.
  - Љубомир Момчиловић — од септембра до децембра 1944.
  - Бранко Петричевић — од децембра 1944. до јануара 1945.
- Начелници Главног штаба:
  - Саво Оровић — од јула 1943. до маја 1944.
  - Артур Хрибар — од маја 1944. до септембра 1944.
  - Антун Колунџић — од септембра 1944. до јануара 1945.